# North Adams (Massachusetts)
Pour les articles homonymes, voir North Adams.

North Adams est une ville américaine du comté de Berkshire, dans l'État du Massachusetts.

## Jumelage
North Adams est jumelée depuis 2000 avec la ville française de Noisiel (Seine-et-Marne).